# Felix Baumgartner
Felix Baumgartner (født 20. april 1969 i Salzburg, død 17. juli 2025 i Porto Sant'Elpidio) var en østrigsk faldskærmsudspringer og BASE jumper. Han var primært kendt for i 2012 under stor mediebevågenhed at have sprunget ud fra en ballon i 39 kilometers højde, hvilket på daværende tidspunkt var rekord, ligesom han blev det første menneske, der brød lydmuren i frit fald uden maskinel hjælp.
Baumgartner havde tidligere sprunget fra 29 kilometers højde, og i 2003 svævede han som den første i verden hele vejen over Den Engelske Kanal i en specialbygget fugledragt. Den 18. august 2006 landede han med faldskærm på Malmø-skyskraberen Turning Torso for derefter at hoppe videre ud fra tårnet med en anden faldskærm og efterfølgende tage flugten ud over Øresund i en speedbåd. Baumgartner lærte at springe i faldskærm, da han var i det østrigske militær.

## Red Bull Stratos
I januar 2010 offentliggjordes det, at Baumgartner sammen med en gruppe videnskabsfolk og sponsoren Red Bull Stratos var gået i gang med at forberede det højeste faldskærmsudspring nogensinde. Projektet, som foregik fra en heliumballon, gjorde ham til verdens første faldskærmsudspringer, der gennembrød lydmuren.
Rekordforsøget skulle oprindeligt have fundet sted den 9. oktober 2012 men måtte udskydes flere gange som følge af ugunstige vejrforhold. Søndag den 14. oktober 2012 kl. 17.30 dansk tid var vejrforholdene så gunstige, at ballonen, der indeholdt 5097 kubikmeter helium, svarende til 850.000 kubikmeter ved den maksimale højde for springet, med en specialbygget trykkapsel kunne sendes op fra den amerikanske delstat New Mexico. Alt forløb som planlagt, da Baumgartner endelig kunne sendes til vejrs.
Klokken 19.33 satte Baumgartner sin første verdensrekord. Aldrig før havde et menneske været så højt oppe i en ballon. Den tidligere rekord sattes i 1961 af Malcolm Ross og Victor A. Prather fra den amerikanske flåde. De nåede en højde på 34.667 meter i ballonen Lee Lewis Memorial og landede efterfølgende i Den Mexicanske Golf, hvor Victor A. Prather druknede.

### Springet
- Rekordforsøget varede totalt: 2 t 47 min. Heraf varede selvet springet/faldet 9 min. 18 sek.
- Ballonen nåede en maks. højde på 39.068,5 m.
- Kl. 20.06 dansk tid sprang Baumgartner ud fra ballonen. Da var ballonen i en højde af 38.969,4 meter.
- Han tilbagelagde de første 36.402,6 m i frit fald.
- Baumgartner gennembrød lydmuren efter 34 sek. i en højde af 33.446 m.
- Efter 50 sek. var han nede i 27.833 meters højde, hvor han nåede topfarten på 1357,64 km/t svarende til en supersonisk fart på Mach 1,25. (under de givende atmosfæriske betingelser)
- Efter 64 sek. og i en højde af 22.960,7 m var Baumgartners fart igen subsonisk.
- Efter 4 min. og 20 sek. udløste han hovedfaldskærmen. Han var da 2567 m over havniveau ca. 1525 m over terræn og havde en fart på 191,5 km/t

Bemærkning: Selv om det i udsprings- og rekordmæssig sammenhæng regnes som et frit fald, er han — fra et fysisk synspunkt — ikke i frit fald i den nederste del af de ca. 36,4 km, da atmosfæren bremser ham op.
Ballonopsendelsen foregik fra Roswell International Air Center i New Mexico: 33°18′40.1″N 104°32′21.2″V / 33.311139°N 104.539222°V
Baumgartners opsigtsvækkende mission gik verden rundt. På YouTube fulgte ca. 8 millioner mennesker Baumgartners rekordforsøg transmitteret gennem kameraer placeret i og på kapslen og sågar også på Baumgartner selv.
Således blev en ny seerrekord nået. Til dato havde Internettjenesten Akamais live stream af indsættelsen af USA's præsident Barack Obama i 2009 med omkring syv millioner seere den højeste dækning.
Mange flere sad givetvis foran tv over hele kloden, eftersom også 130 digitale net-kanaler og 40 tv-stationer i 50 lande også sendes Baumgartners rekordforsøg direkte.
Men det var ikke 100 procent direkte. Arrangørerne ville ikke risikere, at hele verden skulle følge en tragedie direkte, hvis noget gik galt, så signalet forsinkedes bevidst med 20 sekunder, så man kunne benytte sig af en kill switch, hvis noget skulle gå galt.
Derudover producerer BBC og National Geographic i fællesskab en dokumentarfilm om Red Bull Stratos projektet.
Det var også tæt på at gå galt, da Baumgartner begyndte at snurre rundt i luften pga. den tynde luft. Hvis det havde varet for længe, kunne han have mistet bevidstheden og skadet sine øjne, hjerne og hjerte-kar-system. Dragten havde indbygget en ministabiliseringsfaldskærm, som dog forblev overflødig, eftersom han stabiliserede sig igen indtil faldskærmen foldede sig ud efter fire minutter og 20 sekunder. Få minutter senere landede han sikkert i Roswell-ørkenen i New Mexico i USA.
Springet, som tog omkring 10 minutter, var langt fra ufarligt på grund af trykket i stratosfæren. Blot den mindste revne i Baumgartners specialsyede dragt kunne i bogstaveligste forstand have fået hans blod til at koge pga det lave tryk.

### Joseph Kittinger
Den tidligere højderekord var 31.321 meter sat 1960 af Joseph Kittinger, som under Baumgartners rekord sad i kontrolcenteret i Red Bull Stratos-hovedkvarteret i Roswell. Baumgartners faldskærm udløstes på 2567 meters højde , hvilket dog var for tidligt til at slå rekorden for længste frie fald (målt i tid). Den rekord fik Kittinger lov at beholde indtil videre. De 36.402,6 meter i frit fald var dog en ny rekord.

## Rekorder
Baumgartners verdensrekorder sat under Red Bull Stratos 14. oktober 2012
|                                                             | Baumgartners verdensrekord | Planlagt resultat     | Tidligere verdensrekord | Tidligere verdensrekordholder                           | Dato for tidligere verdensrekord |
| ----------------------------------------------------------- | -------------------------- | --------------------- | ----------------------- | ------------------------------------------------------- | -------------------------------- |
| Højeste bemandede ballonflyvning                            | 39.068,5 m                 | 36.576 m (120.000 ft) | 34.668 m                | Malcolm D. Ross og Victor A. Prather                    | 4. maj 1961                      |
| Spring fra størst højde                                     | 38.969,4 m                 | 36.576 m              | 31.332 m                | Joseph Kittinger                                        | 16. august 1960                  |
| Højeste hastighed under frit fald                           | 1357,64 km/h (Mach 1,25)   | 1100 km/h             | 988 km/h                | Joseph Kittinger                                        | 16. august 1960                  |
| Længste hop i frit fald                                     | 36.402,6 m                 | 34.500 m              | 24.500 m                | Jevgenij Nikolajevitj Andrejev;                         | 1. november 1962                 |
| Længste varighed af frit fald uden stabiliseringsfaldskærm: | 4:20 min                   | –                     | (4:36 min)              | Joseph Kittinger                                        | 16. august 1960                  |
| Flest seere på live stream nogensinde (Antal):              | ca. 8 millioner            | –                     | ca. 7 million           | Indsættelsen af USA's præsident Barack Obama (Akamais ) | 20. januar 2009                  |

Noter:
1. ↑  Joseph Kittinger brugte, i modsætning til Baumgartner, en stabiliseringsfaldskærm.

Resultaterne er fra tv-udsendelsen og endnu ikke officielle. De officielle resultater, især på den opnåede hastighed, kommer først efter nogen tids evaluering af de data, der registreredes. Rekorderne er derfor endnu ikke officielt anerkendt.
Da Felix Baumgartner landede var en af de første der mødte ham Brian Utley en repræsentant fra Federation Aeronautique Internationale, der registrerer og certificerer rekorder i fly- og rumtrafik.
På brystet af Baumgartners dragt sad et SD hukommelseskort, som Utley personligt placerede som noget af det sidste, før Baumgartner steg til vejrs, og han stod klar til at hente kortet, så snart Baumgartner var nede igen. Således undgik man, at der kunne snydes med resultaterne.
Baumgartner har allerede flere andre verdensrekorder i faldskærmsudspring og har været nomineret i to kategorier til World Sports Awards i Royal Albert Hall.
Baumgartners verdensrekord i form af spring fra højeste punkt holdt indtil oktober 2014, hvor en direktør fra Google, Alan Eustace, sprang fra 41.419 meters højde.

### Verdensrekorder i B.A.S.E. faldskærmsudspring
- Højeste B.A.S.E. spring fra en bygning, Petronas Twin Towers i Kuala Lumpur, Malaysia (451 meter). 1999 og 101 Tower, Taipei (509 meter). 2007
- Laveste B.A.S.E. spring fra Kristus-statuen i Rio de Janeiro, Brasilien (29 meter). 1999
- B.A.S.E. spring fra den højeste bro i verden, Millau-viadukten, Frankrig (343 meter). (2004)

## Boksekarriere
Baumgartner boksede den 8. maj 1992 en profkamp mod kroaten Dinko Porobija, som han vandt på KO i 1. runde.

## Citat
- „Es ist nicht Serotonin und der ganze pseudopsychologische Mist, warum ich das mache. Es ist immer eine Idee, die mich nicht loslässt. Ein Ziel und der Weg dorthin.“[12]
- „Ich bin nicht geil auf die Angst, aber die Angst macht ein Ziel erst wertvoll. Daher gehört die Angst dazu.“[13]
- „Ich meine, es lohnt sich nie, bei einem Sprung zu sterben. Aber wenn du beim Sprung von der Jesusstatue in Rio abfuckst, hat das wenigstens eine gewisse Glorie.“.[14]
- „Ich wollte schon immer an der Spitze stehen. Mein ganzes Leben ist darauf ausgerichtet, dort hinzukommen. Aber je höher du kommst, desto tiefer fällst du. Davor fürchten sich die meisten Leute. Ich nicht.“[15]
- „Sometimes you have to be up really high, to see how small you really are. I’m coming home now.“